# تشارلز وولف
تشارلز وولف (بالإنجليزية: Charles Wolf)‏ هو مدرب كرة سلة أمريكي، ولد في 7 مايو 1926 في كوفينغتون في الولايات المتحدة.

## روابط خارجية
- تشارلز وولف على موقع سبورتس رفرنس (الإنجليزية)